# Эстрела-Велья
Эстрела-Велья (порт. Estrela Velha) — муниципалитет в Бразилии, входит в штат Риу-Гранди-ду-Сул. Составная часть мезорегиона Восточно-центральная часть штата Риу-Гранди-ду-Сул. Входит в экономико-статистический микрорегион Санта-Крус-ду-Сул. Население составляет 3665 человек на 2006 год. Занимает площадь 281,668 км². Плотность населения — 13,0 чел./км².
Праздник города — 28 декабря.

## История
Город основан в 1997 году.

## Статистика
- Валовой внутренний продукт на 2003 составляет 57 154 568,00 реалов (данные: Бразильский институт географии и статистики).
- Валовой внутренний продукт на душу населения на 2003 составляет 15 543,80 реалов (данные: Бразильский институт географии и статистики).
- Индекс развития человеческого потенциала на 2000 составляет 0,741 (данные: Программа развития ООН).

## География
Климат местности: субтропический.